# Synapte infusco
Synapte infusco is een vlinder uit de familie van de dikkopjes (Hesperiidae). De wetenschappelijke naam van de soort is voor het eerst geldig gepubliceerd in 1980 door Nicolay. Deze naam wordt wel beschouwd als een synoniem van Propapias sipariana.